# Store Hellstugutinden
De Store Hellstugutinden is een berg behorende bij de gemeente Lom in de provincie Oppland in Noorwegen. De berg, gelegen in Nationaal park Jotunheimen, heeft een hoogte van 2345 meter. Het is de hoogste top van de bergrug Hellstugutindane.
De Store Hellstugutinden is onderdeel van het gebergte Jotunheimen.